# شهرستان چیپوا (مینه‌سوتا)
شهرستان چیپوا، مینه‌سوتا (به انگلیسی: Chippewa County, Minnesota) شهرستانی در ایالات متحده آمریکا است که در مینه‌سوتا واقع شده‌است.